# Eugénia Gaspar
Eugénia Rodrigues dos Santos Gaspar é uma política angolana. Filiada ao Movimento Popular de Libertação de Angola (MPLA), é deputada de Angola pelo Círculo Eleitoral Nacional desde 28 de setembro de 2017.
Gaspar licenciou-se em Psicologia da Educação. Ela trabalhou no funcionalismo público, sendo inspetora chefe do Ministério da Assistência e Reinserção Social (MINARS) e diretora do gabinete da terceira idade de Beiral e de um centro de reeducação de menores.